# Заводський район (Запоріжжя)
Заводськи́й райо́н — адміністративний район Запоріжжя, утворений 23 травня 1969 року Указом Президії Верховної Ради УРСР шляхом виділення з території Орджонікідзевського району. Назва походить від слова «завод», що вказує на основне джерело роботи мешканців району. Житлова частина району в повсякденному мовленні вживається як Павло-Кічкас.

## Історія
Існує декілька варіантів тлумачення слова «Кічкас»: від тюркського «кис-каш» — «короткий, найбільш короткий», що, вочевидь, використовувалось для характеристики переправи, розташованої нижче порогів; від тюркського «коч-коч» — «проходи, йди».
У IX—I століттях до н. е. в цій місцевості були перші поселення на схилах балки Осокорової та Кічкаської, курганні поховання скіфів та сарматів.
Х століттям н. е. існує опис Крарійської переправи на Шляху «із варяг у греки» (Костянтин Багрянородний), яка пізніше перейменована в Кічкаську.
У XVII— XVIII століттях тут розташовувалися редути Війська Запорозького, які захищали Кічкаську переправу та верф.
Наприкінці XVIII століття, після ліквідації Запорозької Січі (1775) землі між балками Осокоровою та Кічкаською потрапили в рангову дачу Павла Потьомкіна; вперше згадується Слобода Кічкас або Кічка в гирлі Кічкаської балки.
З 1789 року на цій території  розташовувалася колонія менонітів переселенців Ейнлаге» біля Кічкасу.
У 1798 році Павло-Кічкас був володінням Еммануїла Івановича Марка, який став на початку XIX століття на чолі дворянства міста Олександрівськ.
Станом на 1858 рік в селі Павло-Кічкас нараховувалось 413 селян та 33 подвір'їв, а вже на початку XIX століття — 1263 селянина у 165 подвір'ях, працювало 3 млина та кузня.
У 1904–1908 рокпх завершено будівництво Кічкаського моста, який був зведений за проєктом інженера Ф. В. Лата на місці Кічкаської переправи. Міст мав єдину арку, протяжністю 336 м та найбільшим на той час у Європі прольот завдовжки 190 м.
Впродовж 1904–1919 років на території сучасного річкового порту знаходився курорт Александрабад, заснований німцем Нібуром. Санаторій мав власні водогін, електростанцію, центральне опалення. В околицях на скелі була встановлена гранітна скульптура Тараса Бульби за авторства олександрівського майстра Якова Лібмана. Біля цієї скелі на березі Дніпра була печера, яку називали печерою Тараса Бульби. У 1919 році санаторій зруйновано місцевими анархистами із загону Марусі Нікіфорової.
У 1927—1928 роках розпочато будівництво Дніпровської ГЕС та комплексу чорної і кольорової металургії — Дніпрокомбінату.
У 1927–1937 роках будівельники Дніпровської ГЕС та металургійного комплексу мешкали у 10 та 11-му (Павло-Кічкас) та 7—9-х робочих селищах.
З відкриттям Дніпровської ГЕС у 1932 році затоплені водами Дніпра балки Осокорова і Кічкаська, а також сільце Павло-Кічкас, внаслідок чого утворений півострів з робочим селищем на ньому.
У 1932—1937 роках розрочався випуск продукції підрозділами Дніпрокомбіната — заводами «Дніпроспецсталь», «Запоріжсталь», алюмінієвим, електродним, феросплавним, коксохімічним, вогнетривким, титано-магнієвим комбінатом та іншими.
Через німецько-радянську війну, у серпні-вересні 1941 року відбулася евакуація підприємств району.
З 1943 по 1955 роки — відродження металургійного комплексу, забудова району дво- та триповерховими будинками.
У 1954 році відкрито трамвайний рух, який сполучив район з центральною частиною міста.
23 травня 1969 року — Указом Президії Верховної Ради Української РСР в місті Запоріжжя утворений Заводський район, який був виділений з території Орджонікідзевського району (з 19 лютого 2016 року — Вознесенівський район). До складу нового району увійшли Павло-Кічкас, Запоріжжя-Ліве, 11-й і 13-й селища, промислові майданчики заводів навколо металургійного комбінату  «Запоріжсталь».
Новий район по-швидкому намагалися долучити до цивілізації. На Павло-Кічкасі «Запоріжсталь» розпочала будувати їдальню на 240 місць (витрати склали на той час 200 тис. карбованців). На перших поверхах житлових будинків відкрили пиріжкові, бульйонні, кулінарії. Титано-магнієвий комбінат збудував стадіон «Титан», а на вулиці Соціалістичній побудований двоповерховий дитячий плавальний басейн. Було відкрито АТС на 10 тисяч номерів. На вулицях Орджонікідзе, Алмазній і Посадочній були побудовані житлові будинки. Створено сквер з алей, які вимостили плиткою. Прокладено другу гілку Південного шосе: встановлені опори і прокладений двосторонній кабель для пуску тролейбусів (відкритий тролейбусний маршрут № 4), а також споруджено другу смугу для транспорту по вулиці Діагональне шосе та розширено Північне шосе.

## Населення
Населення — 53 355 осіб. За даними останнього перепису 72,7 %& населення становили українці, 23 % — росіяни. Максимальна чисельність населення в районі спостерігалась у 1970-х роках, після чого почала зменшуватись:
| Рік                    | 1970   | 1979   | 1989   | 2001   | 2006   | 2008   | 2010   | 2011   | 2016 |
| Чисельність, тис. осіб | 74,796 | 75,125 | 72,757 | 60,945 | 57,567 | 55,352 | 53,321 | 53,081 | 50,6 |

### Мовний склад
Рідна мова населення за даними перепису 2001 року:
| Мова       | Чисельність, осіб | Доля     |
| ---------- | ----------------- | -------- |
| Українська | 26 131            | 43,27 %  |
| Російська  | 32 962            | 54,58 %  |
| Інше       | 1 297             | 2,15 %   |
| Разом      | 60 390            | 100,00 % |

## Загальні відомості
До району увійшли житловий масив Павло-Кічкас, село Запоріжжя-Ліве, вул. Скворцова та село Підпорожнянка.
Площа району становить 56 км². Межує із Дніпровським, Вознесенівським та Шевченківським районами.
Загальна площа вулиць та провулків району понад 1,1 млн м², з них 0,94 млн м² з асфальто-бетонним покриттям. Загальна довжина автошляхів становить 285,6 км, автомобільних — 177,3 км. Довжина вулиць, що мають зовнішнє освітлення — 220,5 км. Водопровідна мережа становить — 335 км, каналізаційна — 72 км, вулична теплова мережа — понад 44 км. Довжина газопроводу високого тиску становить 48 км.

## Транспорт
Транспортна мережа в Заводському районі налічує: 1 трамвайний маршрут (№ 16), 18 автобусних маршрутів (№ 13, 14, 16, 26, 29, 32, 34, 34А, 41, 51, 54, 56, 57, 70, 73, 74, 83, 86), 1 річкову лінію. Раніше курсували ще 6 трамвайних маршрутів (№ 2, 4, 5, 6, 7 та 8) та тролейбусні маршрути № 10 і 13, які нині скасовані (лінія тролейбусного маршруту  № 13 демонтована на початку 2023 року).
Трамвайний маршрут обслуговує комунальне підприємство «Запоріжелектротранс», автобусні — ВАТ «ЗАТП-12329», приватні підприємства «АвтоКічкас» та МТК «Супутник-Лайн», ТОВ «Запоріжавтомотор».
В районі розташована вузлова сортувальна станція залізнична станція Запоріжжя-Ліве Запорізької дирекції Придніпровської залізниці, вагонне депо «Запоріжжя-Ліве», ЗАТ «Підприємство промислового залізничного транспорту».

## Промисловість
Станом на 1 липня 2010 року в районі нараховуються підприємств усіх форм власності — 1376, на яких працює близько 49 600 осіб, приватних підприємців налічується 3589 осіб
В районі зосереджена більшість великих промислових підприємств міста, зокрема алюмінієвий комбінат, Запоріжсталь, «Запоріжкокс», Дніпроспецсталь, ВАТ «Запорізький завод феросплавів», ВАТ «Запоріжвогнетрив», ВАТ «Запорізький сталепрокатний завод», КП «Запорізький титано-магнієвий комбінат» та інші, завдяки чому район і отримав свою назву. До складу району входить також житловий масив Павло-Кічкас, історія якого пов'язана Кічкаською переправою, відомою ще з давніх часів.

## Соціальна сфера
В районі розташовані 11 середніх загальноосвітніх шкіл, 13 дитячих дошкільних навчальних закладів, 2 школи-інтерната, 3 професійно-фахоаого ліцея.
Також діють: 2 Палаци культури, Будинок дитячої та юнацької творчості, включно з кімнатою школяра «Надія», 26 гуртків технічної творчості Клубу дитячої технічної творчості ПК «Металургів» ВАТ «Запоріжсталь», дитяча музична школа, 2 бібліотеки, народний молодіжний театр «Борисфен».
До складу фізкультурно-оздоровчого комплексу входить 7 окремих спортивних споруд: фізкультурно-оздоровчий комплекс та спортивний майданчик зі штучним покриттям, плавальний басейн, зал боксу та шейпінгу, стадіон «Титан», підлітковий оздоровчий комплекс, зала атлетичної гімнастики «Здоров'я», дитячо-юнацька спортивна школа № 11.

## Політичне життя

### Вибори до Верховної Ради (2014)
Район відноситья до 75 округу ЦВК, 75 округ.
Станом на 22 вересня 2014 від округу балотуватимуться: висуванець від Блоку Порошенко лідер Запорізького Майдану Артюшенко Ігор та самовисуванці Віктор Кириленко, Наталя Колодій, Олександр Богуслаєв

## Галерея

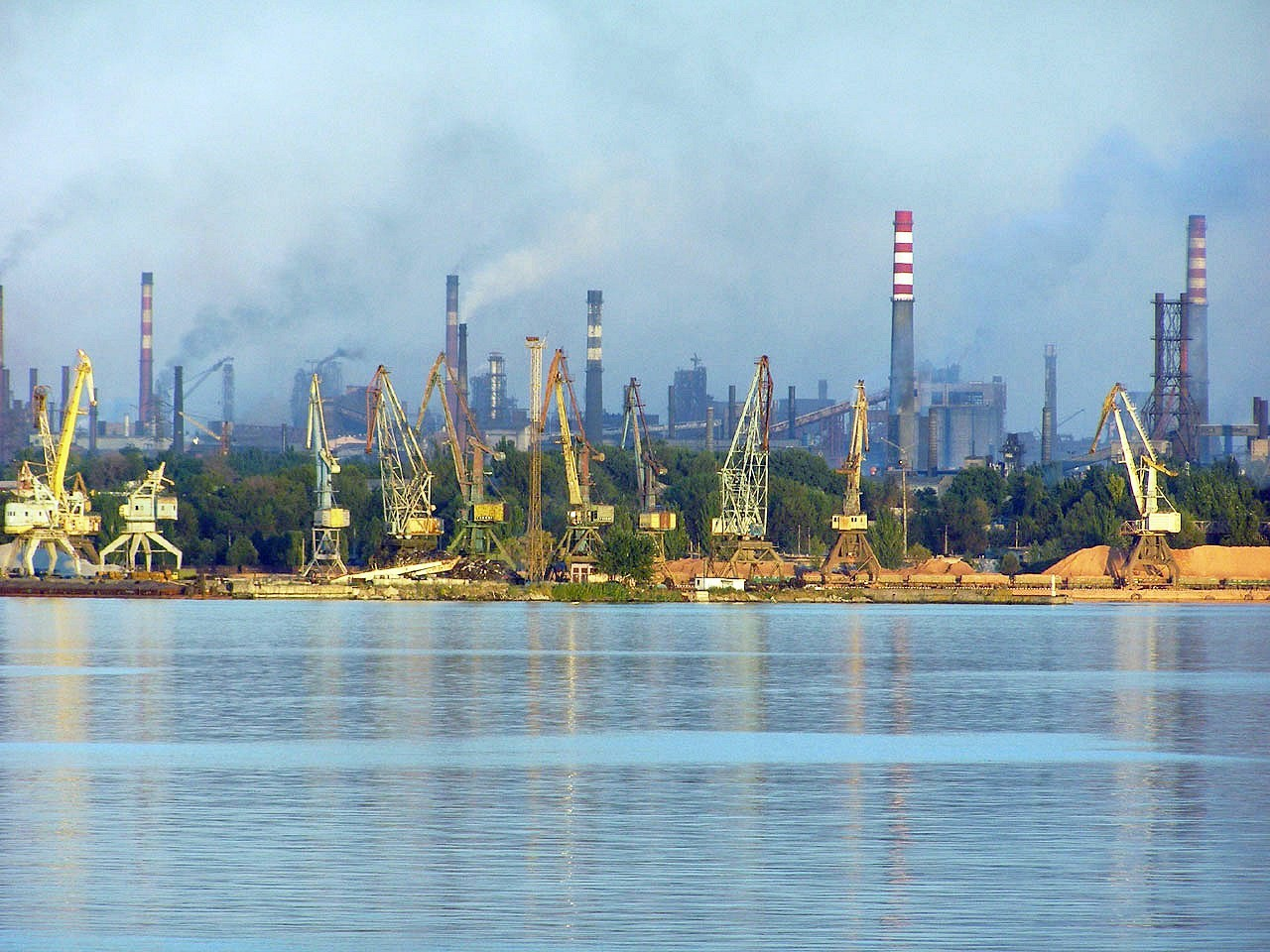
Краєвид на річковий порт та промислову зону з Дніпра
Панорама «Запоріжсталі»